# Mitch Miller
Mitch Miller (født 4. juli 1911, død 31. juli 2010) var en amerikansk musiker, sanger og musikproducer.